# Torneio Classificatório para o Campeonato Europeu de Voleibol Feminino de 2011
O Torneio Classificatório para o Campeonato Europeu de Voleibol Feminino de 2011 foi disputado desde 08 de maio de 2010 até 11 de setembro do mesmo ano. O torneio classificou nove equipes nacionais para a disputa do Campeonato Europeu de Voleibol Feminino de 2011, que será realizado na Itália e na Sérvia, que ocorrerá entre os dias 24 de setembro e 2 de outubro de 2011.

## Formato de disputa

### Primeira fase
Foi realizado em 28 de outubro de 2009 em Luxemburgo o sorteio dos grupos do Torneio Classificatório para o Campeonato Europeu de Voleibol Feminino de 2011. Na ocasião, foram sorteadas as seleções que disputariam, antes da fase de grupos, uma fase eliminatória na qual os vencedores se qualificariam para a fase de grupos. Trata-se de partidas de ida e volta nos dias 8 ou 9 de maio de 2010 (ida) e 15 de maio de 2010 (volta) na qual a equipe com melhor desempenho se classificaria. Os duelos sorteados foram:
1. Dinamarca vs.  Suécia
2. Luxemburgo vs.  Suíça

### Segunda fase
Vinte e uma seleções foram distribuídas, através do mesmo sorteio em 28 de outubro de 2009, em dois grupos com três times cada e quatro grupos com quatro times. Os grupos com três times ainda seriam complementados com as equipes classificadas da primeira fase; ou seja, todos os seis grupos ficariam com quatro times cada. As equipes jogam contra as demais do seus respectivos grupos em turnos de ida e volta, sendo a ida realizada em um dos países pertencentes ao grupo entre os dias 21 e 23 de maio de 2010 e a volta em outro país pertencente ao grupo entre os dias 28 e 30 de maio de 2010. Os países-sedes foram definidos no mesmo sorteio que decidiu a composição dos grupos. Os campeões de cada grupo estarão classificados para o Campeonato Europeu de Voleibol Feminino de 2011.
| Grupo A              | Grupo B | Grupo C      | Grupo D                 | Grupo E                 | Grupo F   |
| -------------------- | ------- | ------------ | ----------------------- | ----------------------- | --------- |
| Azerbaijão           | Áustria | Israel       | Croácia                 | Bélgica                 | Bulgária  |
| Bielorrússia         | Chéquia | Eslováquia   | Montenegro              | Romênia                 | Finlândia |
| Bósnia e Herzegovina | França  | Ucrânia      | Espanha                 | Eslovênia               | Grécia    |
| Geórgia              | Hungria | Grã-Bretanha | Luxemburgo · ou · Suíça | Dinamarca · ou · Suécia | Portugal  |

### Terceira fase
Os vice-líderes de cada grupo da segunda fase disputarão uma terceira fase, que funcionará como uma repescagem. Ela ocorrerá nos mesmos moldes da primeira fase e os vencedores estarão classificados para o Campeonato Europeu de Voleibol Feminino de 2011. As partidas de ida ocorrerão entre 3 e 5 de setembro de 2010 e as de volta, entre 10 e 12 de setembro do mesmo ano.
- 2º do grupo A vs. 2º do grupo C
- 2º do grupo E vs. 2º do grupo B
- 2º do grupo D vs. 2º do grupo F

## Equipes classificadas para oCampeonato Europeu de Voleibol Feminino de 2011
| Equipe        | Qualificação                 | Última participação |
| ------------- | ---------------------------- | ------------------- |
| Itália        | País-sede                    | Polônia 2009        |
| Sérvia        | País-sede                    | Polônia 2009        |
| Países Baixos | 2º lugar Polônia 2009        | Polônia 2009        |
| Polônia       | 3º lugar Polônia 2009        | Polônia 2009        |
| Alemanha      | 4º lugar Polônia 2009        | Polônia 2009        |
| Turquia       | 5º lugar Polônia 2009        | Polônia 2009        |
| Rússia        | 6º lugar Polônia 2009        | Polônia 2009        |
| Azerbaijão    | 1º do grupo A - segunda fase | Polônia 2009        |
| Chéquia       | 1º do grupo B - segunda fase | Polônia 2009        |
| Ucrânia       | 1º do grupo C - segunda fase | Turquia 2003        |
| Espanha       | 1º do grupo D - segunda fase | Polônia 2009        |
| Romênia       | 1º do grupo E - segunda fase | Croácia 2005        |
| Bulgária      | 1º do grupo F - segunda fase | Polônia 2009        |
| Israel        | Terceira fase                | Itália 1971         |
| Croácia       | Terceira fase                | Polônia 2009        |
| França        | Terceira fase                | Polônia 2009        |